# Maxentiusbasilikan

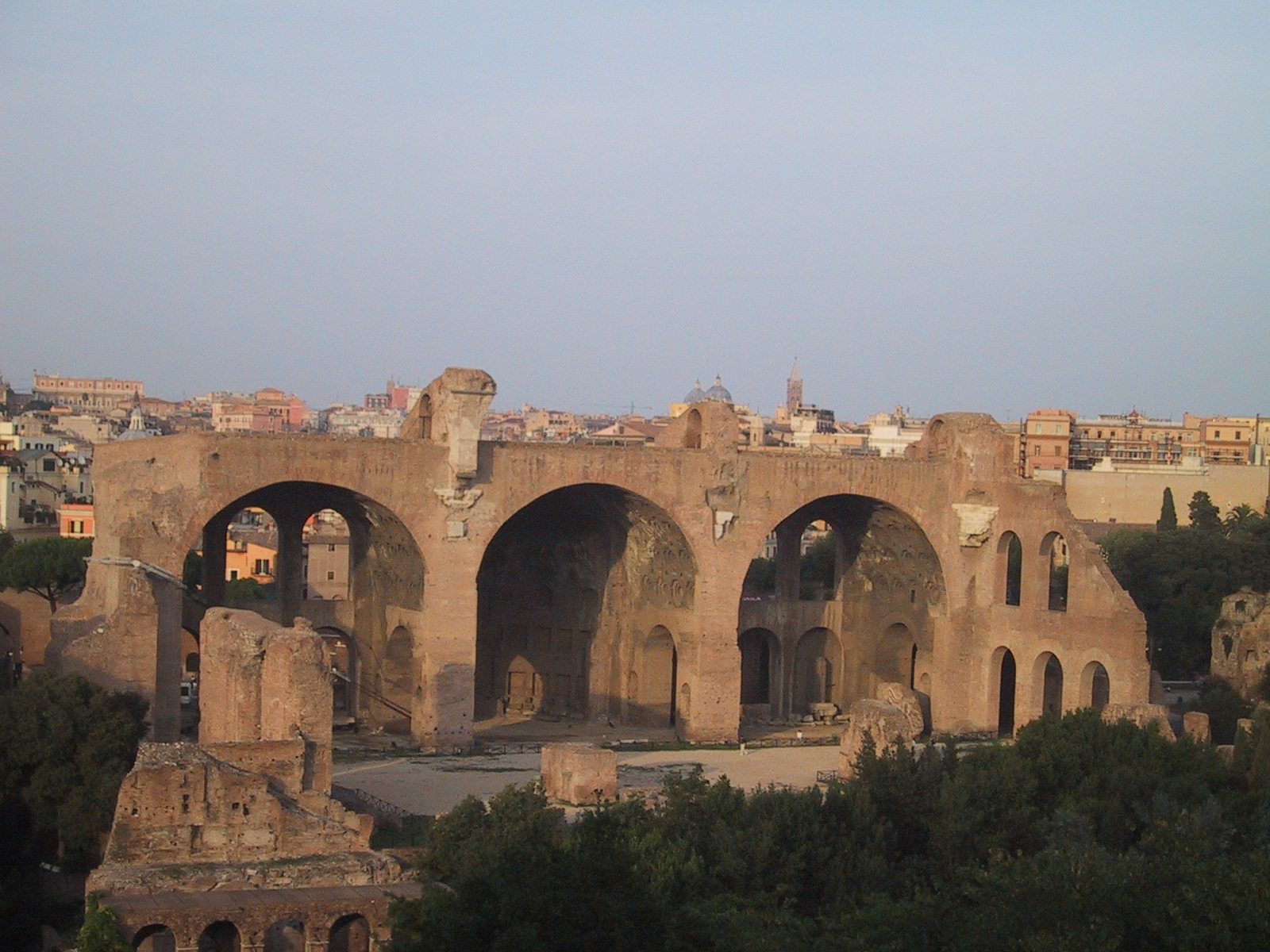
Maxentiusbasilikan.

Maxentiusbasilikan är en antik basilika uppförd av kejsarna Maxentius och Konstantin den store på Forum Romanum i Rom. Basilikan uppfördes mellan 308 och 312 e.Kr. och är den sista och största av kejsartidens basilikor.